# Tabanus illustris
Tabanus illustris är en tvåvingeart som beskrevs av Ricardo 1913. Tabanus illustris ingår i släktet Tabanus och familjen bromsar. Inga underarter finns listade i Catalogue of Life.